# アギム・イブライミ
アギム・イブライミ（Agim Ibraimi；マケドニア語：Агим Ибраими, 1988年8月29日 - ）は、旧ユーゴスラビア（現北マケドニア）・テトヴォ出身の元北マケドニア代表のサッカー選手。現役時代のポジションはミッドフィールダー（攻撃的MF）。

## 来歴

### クラブ
アルバニア人の両親の間に生まれ、地元テトヴォのクラブFKシュケンディヤのユースチームで育つ。17歳でトップチームにデビューすると、すぐに主力となり、2006年夏にはオーストリアの強豪レッドブル・ザルツブルクへ移籍。ザルツブルクでは下部組織でのプレーが中心で、トップチームでのリーグ戦出場は2シーズンで3試合にとどまった。
2008年夏、スロベニアのNKオリンピヤ・リュブリャナへ加入。2008-09シーズン、2部リーグ所属だったチームで11ゴールを挙げる活躍を見せ、1部昇格に貢献した。2010年夏にトルコの エスキシェヒールスポルへ移籍したが、わずか半年でスロベニアに戻りNKナフタ・レンダヴァへ加入。さらに、2011-12シーズンからは強豪NKマリボルへ移籍した。このシーズン、主力としてマリボルをリーグ優勝に導いたイブライミは、母国マケドニアの2012年最優秀選手にい選ばれ、さらに2012-13シーズンはスロベニアリーグのベストプレイヤーにも選出された。
2013年8月、レンタルながらセリエAのカリアリ・カルチョへ移籍した。
2016年6月15日、FCアスタナに移籍した。
2017年9月、NKドムジャレに移籍した。

### 代表歴
2009年8月にスペインとのフレンドリーマッチでA代表デビュー。2012年10月12日、ブラジルワールドカップ予選のクロアチア戦で代表初ゴール。さらに4日後のセルビア戦でもゴールを決め、マケドニアを歴史的勝利（1-0）に導いた。

## 所属クラブ
- FKシュケンディヤ 2005-2006
- レッドブル・ザルツブルク 2006-2008
- NKオリンピヤ・リュブリャナ 2008-2010
- エスキシェヒールスポル 2010-2011
- NKナフタ・レンダヴァ 2011
- NKマリボル 2011-2016
  -  カリアリ・カルチョ (loan) 2013-2014
- FCアスタナ 2016-2017
- NKドムジャレ 2017-2019
- FKシュケンディヤ 2019-2020
- FKクケシ 2020-2021
- KSディナモ・ティラナ 2021-2022